# Billboard (3D-Grafik)
Billboards (dt.: Plakatwände) sind texturierte Rechtecke, die in der 3D-Computergrafik zur Vereinfachung von Modellen eingesetzt werden.
Sie werden durch die planare Projektion des zu vereinfachenden Modells auf ein Rechteck erzeugt.
Da durch diese Projektion ein Modell, das aus mehreren tausend Polygonen bestehen kann, auf gerade einmal 2 Polygone, die für die Darstellung des Rechtecks nötig sind, heruntergebrochen wird, sind Billboards vor allem für Echtzeitanwendungen interessant. Oftmals ist in der Implementation Transparenz nötig.

## Computerspiele
In Computerspielen werden Billboards z. B. zur Darstellung von Bäumen und Sträuchern, die weiter vom Spieler entfernt sind, verwendet. Die Darstellung im Spiel kann dabei auf verschiedene Weisen erfolgen:
- Durch ein Billboard, das mit der Bewegung der Kamera gedreht wird, so dass dessen Vorderseite immer zu ihr zeigt, oder
- durch zwei statische, sich überkreuzende Billboards.

Eine besonders richtungsweisende Umsetzung war 2004 in dem deutschen Spiel Far Cry zu sehen. Die Middleware-Lösung SpeedTree verwendet ebenfalls diese Techniken.

## Bemerkungen
1. ↑  In Windows DirectX z. B.: zwei rechtwinklige Dreiecke, die dann gegebenenfalls nur von einer Seite sichtbar sind (wären) - kann umgangen werden, siehe Culling.
2. ↑  In DirectX: z. B.: Alphakanal.